# 埃里克·哈根
埃里克·哈根（德語：Erich Hagen，1936年12月11日—1978年5月26日），德国男子自行车运动员。他曾代表德国联队参加1956年和1960年夏季奥林匹克运动会自行车比赛，获得一枚银牌和一枚铜牌。